# Flugplatz Bopfingen

i7
i11
i13

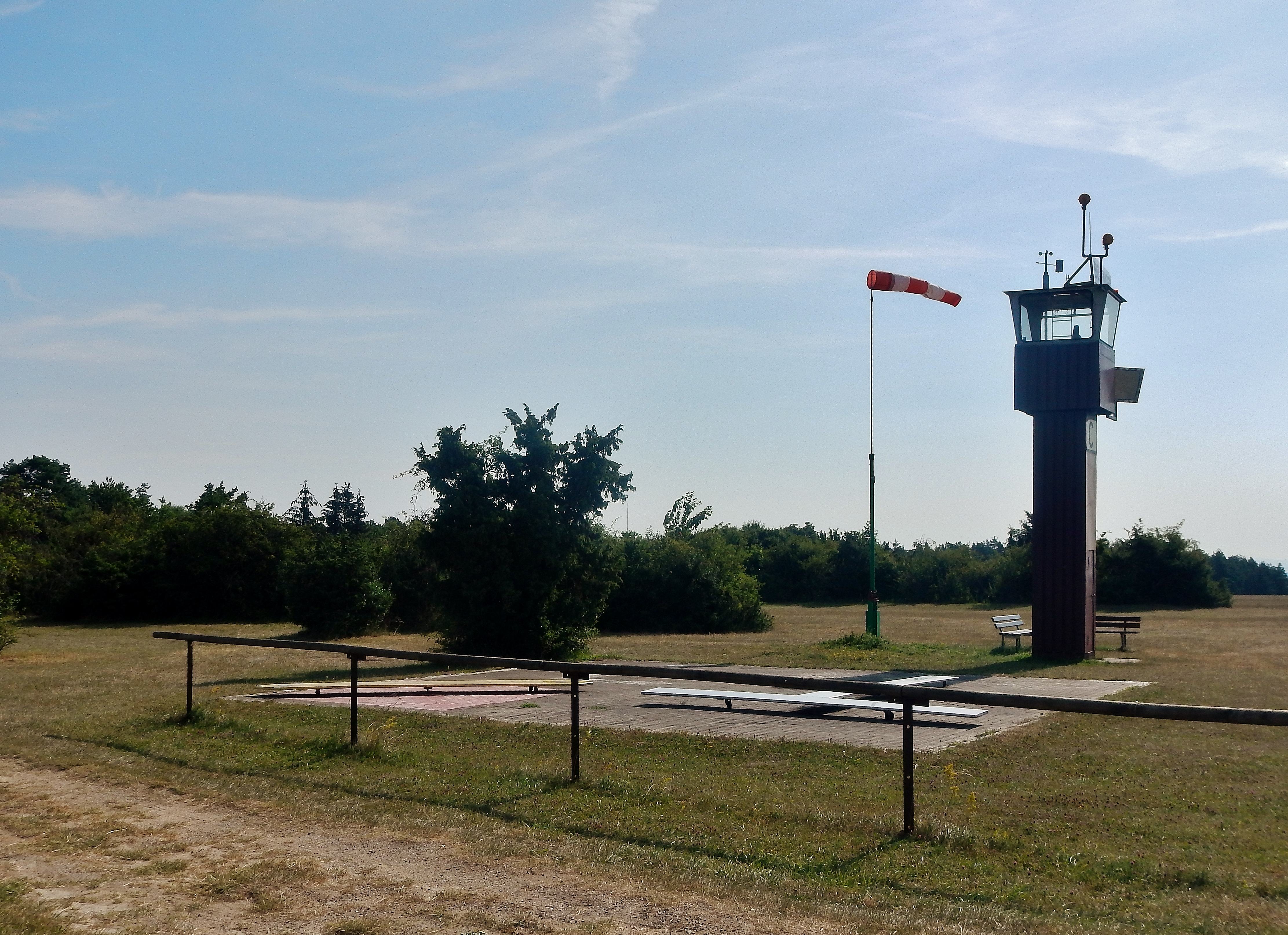
Der Turm des Flugplatzes Bopfingen

Der Flugplatz Bopfingen (ICAO-Code: EDNQ) ist ein Sonderlandeplatz im Ostalbkreis. Er ist für Segelflugzeuge, Motorsegler, Ultraleichtflugzeuge und Motorflugzeuge mit einem Höchstabfluggewicht von bis zu zwei Tonnen zugelassen.
Eine Besonderheit des Platzes besteht darin, dass die Piste von einer öffentlichen Straße gekreuzt wird, die bei jedem Start und jeder Landung durch den Flugleiter gesperrt wird.